# Montecarlo GTB Centenaire
La Montecarlo GTB Centenaire è un'automobile sportiva di lusso, prodotta dalla casa automobilistica monegasca Monte Carlo Automobile (MCA).

## Il contesto
Ancora oggi è l'unica prodotta dall'omonima azienda, se si tralascia il prototipo Ala 50, ed è anche l'unica automobile prodotta da una casa di Monaco.
L'idea della GTB nacque nel 1983, anno di fondazione dell'impresa del Principato, quando il proprietario e padre della casa, Fulvio Maria Ballabio, decise di dar vita ad un nuovo produttore di auto di lusso, per celebrare i cento anni dell'Automobile Club de Monaco, ricorrenza che risale al 1990.
Il prototipo venne terminato nel 1989 e testato in pista a più riprese da Ballabio stesso; nel 1990 venne poi presentata al Principe Ranieri III di Monaco, in occasione del centenario dell'Automobile Club de Monaco.
Inizialmente era stata pianificata la realizzazione di cento esemplari, ma in conclusione ne vennero costruiti solamente cinque: uno di questi modelli era di proprietà del Principe Ranieri, una venne verniciata di nero, una rossa, una bianca e due blu.
Uno di questi esemplari (una delle due blu), era una versione targa, ossia col tettuccio rigido amovibile e, a differenza della normale GTB, non era munita dell'alettone posteriore.
Esiste un solo esemplare di questa versione, il cui nome non è GTB Centenaire, bensì Beau Rivage, come la famosa curva del circuito di Montecarlo.
Il secondo fattore che influenzò particolarmente il prezzo, oltre alla realizzazione in un numero così ridotto di esemplari, fu il fatto che per realizzarla si fece ampio utilizzo di materiali avveniristici, che avevano un peso molto limitato in relazione alle leghe metalliche adottate fino ad allora, ma allo stesso tempo avevano delle caratteristiche di resistenza similari.
Tuttavia queste nuove tecnologie erano decisamente più costose, proprio perché anch'esse non erano diffuse, ma limitate a particolari campi d'applicazione, come quello aerospaziale, aeronautico e delle competizioni di Formula 1.

## Meccanica
Il progetto venne seguito e diretto dall'ingegnere aeronautico Carlo Chiti che aveva dato i natali a numerose auto da corsa, che spesso si rivelarono vincenti.
Chiti aveva una notevole esperienza, tant'è che progettò alcune Ferrari di Formula 1 che si aggiudicarono il campionato del Mondo, ed era da parecchi anni direttore tecnico del reparto corse dell'Alfa Romeo, alla quale garantì diversi campionati mondiali sport-prototipi.
Chiti venne affiancato da un altro progettista, ossia Guglielmo Bellasi che aveva acquisito una certa esperienza nel settore essendo stato anch'egli attivo in Formula 1.
Ballabio riuscì a raggiungere un accordo con la Lamborghini, per poter montare i motori della casa di Sant'Agata Bolognese sulle sue vetture, in quanto non era possibile progettarne uno completamente nuovo.
La casa del toro, gli concesse la licenza per poter utilizzare il propulsore a dodici cilindri, 5000 cm³ di cilindrata, della Countach.
Tuttavia, il patron della MCA, decise che il suo bolide doveva esprimere una potenza ancora superiore rispetto a quella erogata dal motore originario, in modo tale da porsi ai vertici della categoria e risultare l'auto più potente che ci fosse in circolazione.
L'ing. Chiti decise di rivisitare il motore della Countach rendendo il V12 da aspirato a sovralimentato, dotandolo di due turbocompressori, uno per bancata; conseguentemente la potenza crebbe dai 455 cavalli iniziali, fino a 720 cavalli.
Grazie a questi interventi, la GTB Centenaire poteva contare sul motore più potente che esistesse su una vettura stradale, e solo nel 1993 qualcuno ha fatto meglio, la Dauer 962 Le Mans con 730 CV; la contemporanea Ferrari F40 sviluppava 478 CV, ed era la vettura stradale più veloce al mondo. Il motore trasmetteva il moto alle ruote posteriori per mezzo di un cambio manuale a 5 marce.
In tutto si impiegarono 5 anni di progettazione e sviluppo per riuscire ad ottenere un telaio che garantisse valori di rigidezza torsionale e flessionale, adeguati al propulsore.
Quest'ultimo, venne montato in posizione posteriore centrale, e ciò permise di ottenere una ripartizione ottimale delle masse che risultavano essere concentrate al centro del telaio.
Per costruire il telaio, si scelse di impiegare kevlar e fibra di carbonio, con struttura a nido d'ape, il tutto in un sol pezzo, ossia di tipo monoscocca.
Per concludere l'opera, i tre tecnici decisero di utilizzare anche per le sospensioni una conformazione tipica delle auto di F1, ossia a quadrilatero basso del tipo push-rod (ancora usata in Formula 1), con barra anti-rollio.
Molto interessante anche il profilo aerodinamico che era di tipo ogivale; la vettura si presentava molto tondeggiante e sinuosa, ma le linee era molto armoniche, perciò il rendimento fluidodinamico abbastanza elevato.
Vista di profilo, aveva un andamento a cuneo, tipico delle vetture da cui deriva, le Lamborghini.
Il muso molto sottile, puntava verso l'asfalto e le donava un ottimo coefficiente di penetrazione aerodinamica.

## La MiG M100
Nel 1993, il georgiano Aleksander Mirianachvizi, comprò i diritti che la MCA deteneva sulla Centenaire, ribattezzandola MIG (Migrelia & Georgia).
Lo scopo però, non era quello di continuare a costruirla come auto stradale, bensì utilizzarla per disputare la 24 ore di Le Mans con la scuderia Automotive Mig Tako.
Il motore fu sostituito con un Motori Moderni V12 turbo, tuttavia con risultati deludenti.
La macchina, ribattezzata MiG M100, venne affidata ai piloti Giampiero "Peo" Consonni, (che tra l'altro ne curò anche la preparazione), Pierre Honegger, Alfonso Orleans de Bourbon e Aleksandre Mirianachvizi.
Ottennero il trentesimo tempo in qualifica, a circa un minuto e mezzo di distanza dall'auto più veloce, la Peugeot 905, e l'auto non prese parte alla corsa.
L'unica gara da lei disputata fu la 6 ore di Vallelunga, finendo in 23ª posizione.